# استفان لالاوی
استفان لالاوی (انگلیسی: Stéphane Lalaoui؛ زادهٔ ۱۵ آوریل ۱۹۸۱) بازیکن فوتبال اهل فرانسه است.
از باشگاه‌هایی که در آن بازی کرده‌است می‌توان به باشگاه فوتبال المپیک لیون اشاره کرد.